# Obinna Metu
Obinna Metu (ur. 12 lipca 1988) – nigeryjski lekkoatleta, sprinter, dwukrotny olimpijczyk (2008, 2012).
Podczas igrzysk afrykańskich w Algierze, rozegranych w 2007 roku zdobył brązowy medal w biegu na 100 m i złoty w sztafecie 4 x 100 m. Jednym z jego największych osiągnięć jest również ósme miejsce w finale konkursu biegu na 100 m na mistrzostwach świata juniorów w Pekinie (2006). W 2008 roku podczas igrzysk olimpijskich w Pekinie odpadł, zajmując szóste miejsce w ćwierćfinale, zarówno w biegu na 100m (10,27 sek.), jak i na 200m (20.65 sek.). Rok później, na mistrzostwach świata w Berlinie, uzyskał tę samą pozycję.

## Osiągnięcia
| Rok  | Zawody               | Miejsce    | Pozycja    | Konkurencja        | Wynik (s) |
| ---- | -------------------- | ---------- | ---------- | ------------------ | --------- |
| 2007 | Igrzyska afrykańskie | Algier     | 3. miejsce | Bieg na 200 m      | 20,94     |
| 2007 | Igrzyska afrykańskie | Algier     | 1. miejsce | Sztafeta 4 x 100 m | 38,91     |
| 2011 | Igrzyska afrykańskie | Maputo     | 3. miejsce | Bieg na 100 m      | 10,29     |
| 2012 | Mistrzostwa Afryki   | Porto-Novo | 2. miejsce | Sztafeta 4 x 100 m | 39,34     |
| 2014 | Mistrzostwa Afryki   | Marrakesz  | 1. miejsce | Sztafeta 4 x 100 m | 38,80     |

## Rekordy życiowe
| Dystans | Wynik (s) | Miejsce | Data            |
| ------- | --------- | ------- | --------------- |
| 100 m   | 10,11     | Calabar | 20 czerwca 2012 |
| 200 m   | 20,54     | Calabar | 21 czerwca 2012 |